# 伊梅林島
63°48′13″S 60°47′50.5″W / 63.80361°S 60.797361°W
伊梅林島（Imelin Island），是南極洲的島嶼，位於特里尼蒂島西岸的克里維納灣，處於萊昂峰東南面1.35公里，屬於帕默群島的一部分，長0.6公里、寬0.38公里，以保加利亞西北部鄉鎮命名，現時由南極條約體系管理。